# Zduny Stare
Zduny Stare (również Zduny Polskie, Stare Miasto) – samodzielne miasto w latach 1267–1772. Od roku 1772 jest to zachodnia część Zdun (woj. wielkopolskie, powiat krotoszyński). Rynkiem Zdun Starych był współczesny Plac Kościuszki, mniej reprezentatywny od współczesnego Rynku, który jest historycznym rynkiem miasta Zduny Nowe.

## Historia
Powstanie w Zdunach ośrodka miejskiego silnie wiąże się z osobą Tomasza I, biskupa wrocławskiego. Położona na pograniczu Śląska i Wielkopolski miejscowość pozostawała własnością książęcą, sąsiadowała jednak z kompleksem dóbr biskupów wrocławskich wokół Milicza. Wskutek zabiegów biskupa książę Bolesław Pobożny polecił w 1261 sołtysowi Lamprechtowi lokowanie tu miasta na prawie średzkim. Brak zaangażowania władcy spowodował jednak zapewne niepowodzenie całej akcji, bowiem w 1266 Tomasz I uzyskał od księcia prawo własności Zdun ponownie określonych jako wieś, otrzymując wkrótce także zgodę na ponowną lokację miasta, do której doszło ostatecznie w 1267. Zduny pozostały miastem biskupim do 1355, kiedy to przeszły w ręce prywatne. 
W 1637 roku tuż na wschód od Zdun powstał drugi organizm miejski nazywany Zdunami Nowymi (lub Niemieckimi) w związku z masowo przybywającą ludnością protestancką (głównie tkacze i rzemieślnicy). Odtąd Zduny nazywano Zdunami Starymi (lub Polskimi). W 1646 powstał jeszcze jeden ośrodek miejski na wschód od Zdun Nowych – Sieniutowo, tworząc zduńskie trójmiasto. Każdy z ośrodków miejskich posiadał własne władze, rynki, ratusze, cmentarze, itp. Od 1703 roku Sieniutowo i Zduny Nowe posiadały wspólną administrację, natomiast Zduny Stare pozostawały odrębnym miastem. Dopiero w 1772 roku doszło do integracji zduńskiego trójmiasta w nowy ośrodek miejski o nazwie Zduny z centrum przy rynku centralnie położonych Zdun Nowych. Rynki Zdun Starych (obecny plac Kościuszki) i Sieniutowa (obecny plac Skargi) stały się równocześnie placami miejskimi.

## Herb Zdun Starych
Zduny Stare posiadały herb przedstawiający głowę swojego patrona, św. Jana, umieszczony między dwiema spiczasto zakończonymi wieżami. Tak ukształtowane godło występuje m.in. na pieczęci miejskiej z 1642 roku, której używano do końca XVIII wieku. Obecny herb miasta Zduny jest natomiast historycznym herbem miasta Zduny Nowe.

## Koncepcja reaktywacji
W 2017 roku Rada Miejska w Zdunach przegłosowała uchwałę w sprawie przeprowadzenia konsultacji z mieszkańcami miasta Zduny w sprawie utworzenia Rad Osiedlowych w mieście Zduny i nadania statutów powstałym osiedlom i treści tych statutów. Pojawiła się inicjatywa utworzenia trzech osiedli na osnowie trzech historycznych miast wchodzących obecnie w skład Zdun:
- Osiedle nr 1 „Zduny Stare” – miałoby obejmować obszar okręgów wyborczych nr 1, nr 2 oraz nr 3;
- Osiedle nr 2 „Zduny Nowe” – miałoby obejmować obszar okręgów wyborczych nr 4, nr 5 oraz nr 6;
- Osiedle nr 3 „Sieniutowo” – miałoby obejmować obszar okręgów wyborczych nr 7, nr 8 oraz nr 9.

Włodarze chcieli, aby społeczności zaczęły się silniej z sobą integrować i miały lepsze poczucie tożsamości. Liczyli także na szerszą aktywizację kulturotwórczą jako namiastka budżetu obywatelskiego.
Koncepcję zrealizowano decyzją Rady Miejskiej w 2018 roku, kiedy to po raz pierwszy wybrano rady wszystkich trzech osiedli.